# Anania pulverulenta
Anania pulverulenta is een vlinder van de familie van de grasmotten (Crambidae). De wetenschappelijke naam van deze soort is voor het eerst voorgesteld als Ebulea ? pulverulenta (vraagteken door de auteur zelf geplaatst om twijfel over plaatsing in dit geslacht uit te drukken) door William Warren in een publicatie uit 1892. De spanwijdte van het vrouwtje bedraagt 24 millimeter.
De soort komt voor in India (Himachal Pradesh).